# Magnesita
Magnesita ou magnesite é um mineral de carbonato de magnésio (MgCO3). O magnésio pode ser substituído por ferro formando-se uma série isomorfa com a siderita (FeCO3). Pode conter pequenas quantidades de níquel, cobalto, cálcio e manganês. A dolomite (Mg,Ca)CO3, é praticamente impossível de distinguir da magnesita.
A magnesita ocorre em veios em serpentinitos ou como produto de alteração destes ou de outras rochas ricas em magnésio em zonas de metamorfismo regional ou de contacto. Estas magnesitas são muitas vezes criptocristalinas e contêm sílica na forma de opala e cherte.

## Usos e aplicações
A magnesita pode ser usada para forrar fornalhas pois é quase impossível fundi-la. Pode também ser usada como catalisador e material de incorporação na produção de borracha sintética e na preparação de produtos químicos com magnésio e fertilizantes.